# Zichy–Széchényi-kastély (Káloz)
A Zichy-Széchényi kastély Fejér vármegye székesfehérvári járásában fekvő Kálozhoz tartozó Belmajor településrészen található. A zicsi és vásonkeöi (vázsonykői) Zichy család, majd a sárvár-felsővidéki Széchényi család birtoka.

## Története
Káloz település 1650-ben került a Zichy család birtokába, a család 5 évvel később bárói, majd 1679-ben grófi címet kapott. Első ismert birtokosa 1690-től gróf II. Zichy Pál (1671. február 27. - 1737. december 16.) volt. Tőle testvére gróf Zichy Imre (1670. március 14. - 1746. június 29.) vette át a birtok irányítását, aki fegyverváltság címén, mert birtokai a törököktől visszafoglalt területen feküdtek, 1717 forintot fizetett ki 19 birtoktest után, melyek között volt Káloz is. 1747-ben már unokaöccse gróf II. Zichy János Nepomuk (1710. december 9. - Várpalota, 1764. augusztus 10.) a kálozi birtok tulajdonosa. Fia és örököse, gróf Zichy Ferenc (1739 –) 1782-ben vásártartási jogot kért II. Józseftől. Ekkor már biztosan állt a család, a falu központjában fekvő kúriája, mert a II. József idején készült katonai felmérés már feltünteti. Ez a kúria, mely egy idő után szűknek bizonyult, ma már nem látható. A család 1810 körül, a település ma Belmajornak nevezett részén, klasszicista stílusú kastélyt építtetett, melyet a század második felében neoreneszánsz stílusban átépítettek.
A kastélyt a család gróf Zichy Ferenc által alapított vedrődi ága, majd a gróf V. Zichy Ferenc (Pozsony, 1749. február 17. - Bécs, 1812. augusztus 8.)  által alapított seregélyesi ág birtokolta. Gróf V. Zichy Ferenc Bihar vármegye főispánja, királyi főlovászmester és főajtónálló, a Magyar Vasút igazgatója, majd 1848-ban gróf Széchenyi István közmunka- és közlekedési miniszter mellett államtitkár. Ő kezdeményezte az 1847-ben elkészült Pest-Szolnok vasútvonal építését. A kastély következő birtokosa az 1848. szeptember 30-án Lóréven árulásért GörgeI Artúr által kivégeztetett gróf Zichy Ödön volt. Görgeynek sikerült véget vetnie a kastély falubeliek általi kifosztásának és az ellopott tárgyakat lefoglalták, majd leltárba vették és Debrecenbe szállították, ahol Madarász László felügyeletére bízták azokat. Jókai az Esti Lap hasábjain lopással vádolta Madarászt. Bár bizonyítani nem tudták valószínű, hogy a tárgyakból eltulajdonítottak darabokat. Az egyetlen személy akire a lopást rá tudták bizonyítani Vidéki János rendőri írnok volt. Madarász lemondott és később Amerikába emigrált.
Zichy Ödön halála után gróf I. Zichy Szerafin Ferenc (Pozsony, 1774. szeptember 20. – Pozsony, 1861. augusztus 15.) főispán, majd fia gróf II. Zichy Szerafin Ferenc (Pozsony, 1811. január 24. – Káloz, 1900. július 17.) tárnokmester, főispán és törökországi nagykövet a Szent István-rend nagykeresztes vitéze lett a kastély birtokosa. Ő volt az első, aki a kastélyt állandó jelleggel lakta és itt is hunyt el. Örököse fia, gróf Zichy Ágoston (Penzing, 1852. június 14. – Bécs, 1925. október 4.) országgyűlési képviselő, fiumei kormányzó (1883-1892), főudvarnagy, utazó, az MTA tagja volt. Ágostonnak nem született fiú gyermeke, ezért a kastélyt leánya gróf Zichy Anasztázia Auguszta (Belatinc, 1891. július 16. - Bécs, 1969. május 31.) és férje sárvár-felsővidéki gróf Széchényi György (Lábod, 1889. május 28. – Monok, 1938. augusztus 28.) főhadnagy, Zemplén vármegye főispánja örökölte. Férje 1938-ban bekövetkezett halála után Anasztázia grófnő 1945-ig maradhatott a kastélyban.
1945-ben lakásokat alakítottak ki a kastélyban, majd 1973 után a kálozi termelőszövetkezet irodái kaptak benne helyet. 1991-ben a tetőt még renoválták, de a homlokzat felújítására már nem került sor. Jelenleg magántulajdonban van. A kastély körül a 19. század első felében 22 hektáros angolparkot alakítottak ki, mely mára elvadult. A kertben egy tórendszer található. Egykor megtalálhatók voltak itt őshonos és külhoni állat- és növényfajok és különlegességek.

## Felépítése
Szabadon álló, kétszintes, téglalap alaprajzú épület. Főhomlokzata 6-3-6 osztású, melynek középső részén 4 pilléres kocsialáhajtó található, a tetején kovácsoltvas korlátos erkéllyel. Hátsó homlokzata 5-3-5 osztású. A kastély hátsó részén található a terasz is. Az épület bal oldalán félköríves, kupolás toronyszerű épületrész helyezkedik el. A jobb oldalon emeletes mellékszárny található pilléres átjáróval. A homlokzatok földszinti része faragott kövekből álló úgy nevezett kváderes díszítésű, míg az emeleti részek sávozott díszítésűek. Az emeleti ablakok felett vastag, egyenes szemöldökpárkányok láthatók. Az épület középrizalitján még egy párkány, felette pedig alacsony attika található. A bejáratok felett a Zichy család címere látható. 
Az épület belső része úgy van kialakítva, hogy a két teremsort egy folyosó választja el egymástól. A földszinti helyiségek úgynevezett csehsüvegboltozatosak.